# 皮丁
皮丁是德国巴伐利亚州的一个市镇。总面积17.67平方公里，总人口5260人，其中男性2586人，女性2674人（2011年12月31日），人口密度298人/平方公里。